# Rio Badu
O Rio Badu é um rio da Romênia afluente do rio Prut, localizado no distrito de Botoşani.